# Гасье, Жан-Бруно
Жан-Бруно Гасье (25 октября 1786, Бордо — 12 октября 1832, Париж) — французский художник.

## Биография
Уроженец Бордо. Обучался в Париже у Франсуа-Андре Венсана и Пьера Лакура, по некоторым данным, также и Жака-Луи Давида. Писал в основном исторические картины из библейской, греко-римской или французской истории. Кроме этого, Гасье создал немалое количество пейзажей, и занимался росписями церквей. Жан-Бруно Гасье был плодовитым художником, его картины регулярно появлялись на Парижском салоне с 1810 по 1832 год. В 1822 году художник был награждён степенью шевалье ордена Почётного легиона.
Несмотря на то, что при жизни Гасье был модным и востребованным художником, позднее он был практически забыт. Тем не менее некоторые его работы хранятся в Лувре, Музее французской истории в Версале, а также в музее изящных искусств Бордо.
Кроме того, работы художника и сегодня можно увидеть в некоторых церквях Франции.

## Галерея

Некоторые работы
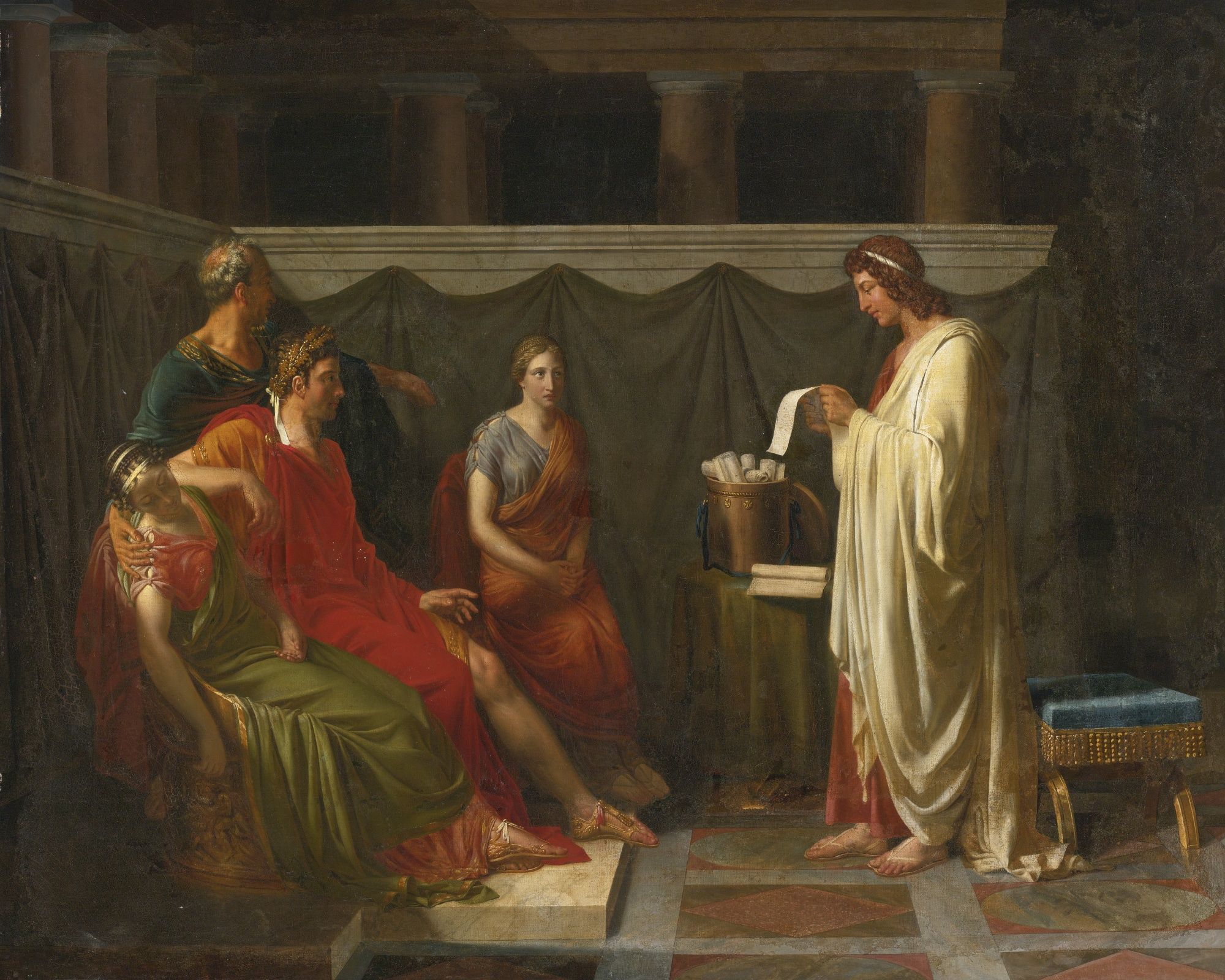
Вергилий читает «Энеиду» императору Августу.
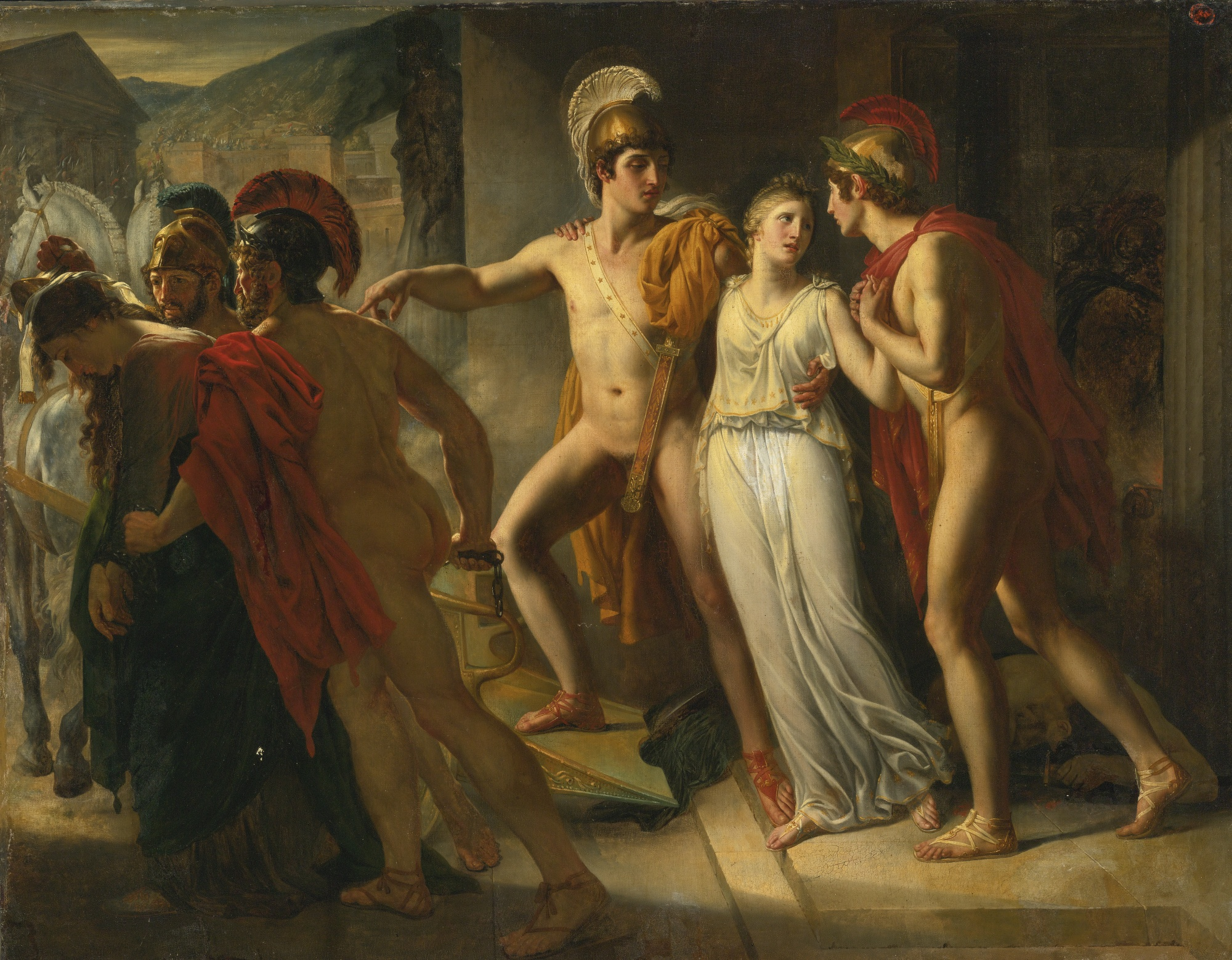
Елена Троянская, ведомая Кастором и Поллуксом.
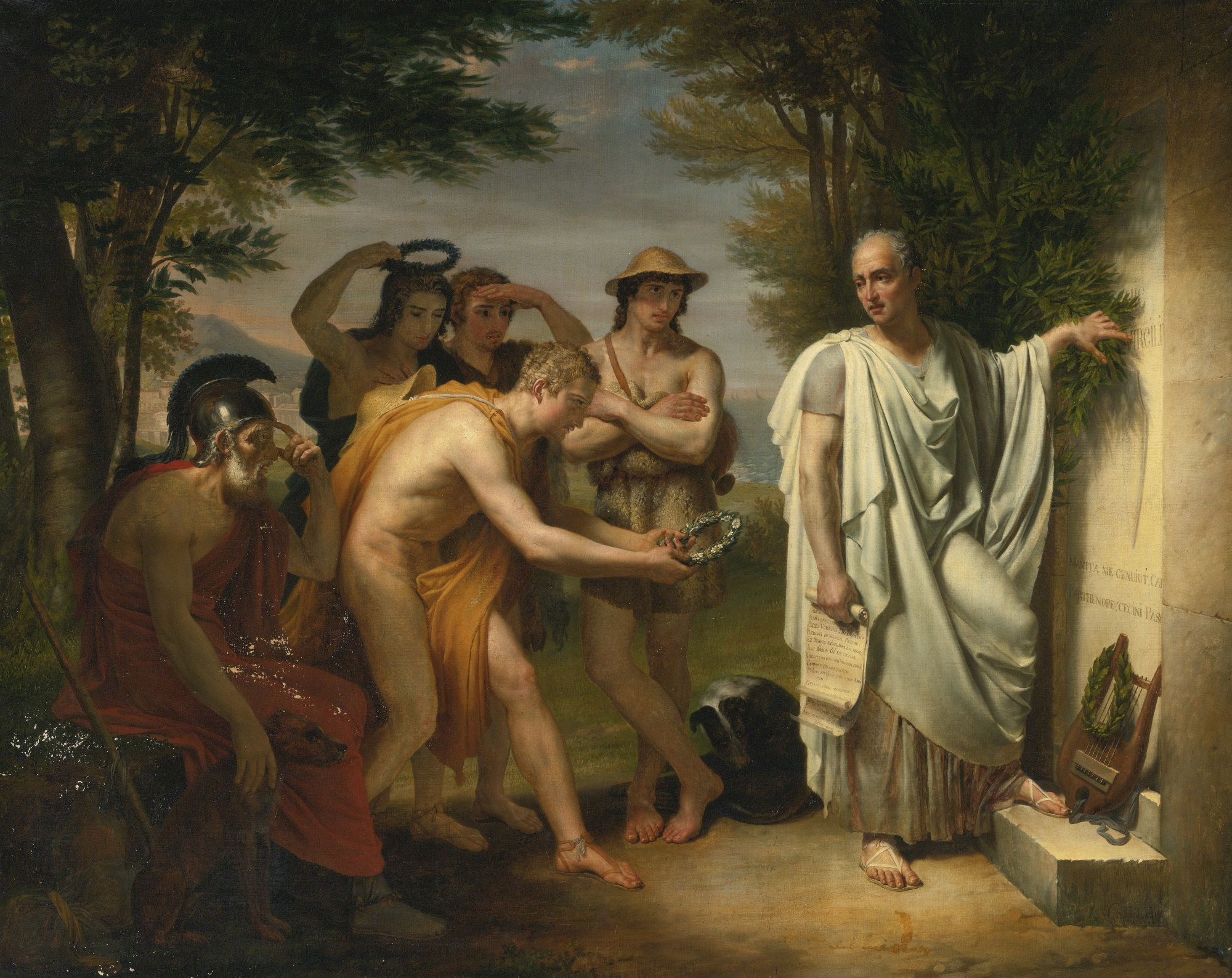
Гораций на могиле Вергилия.
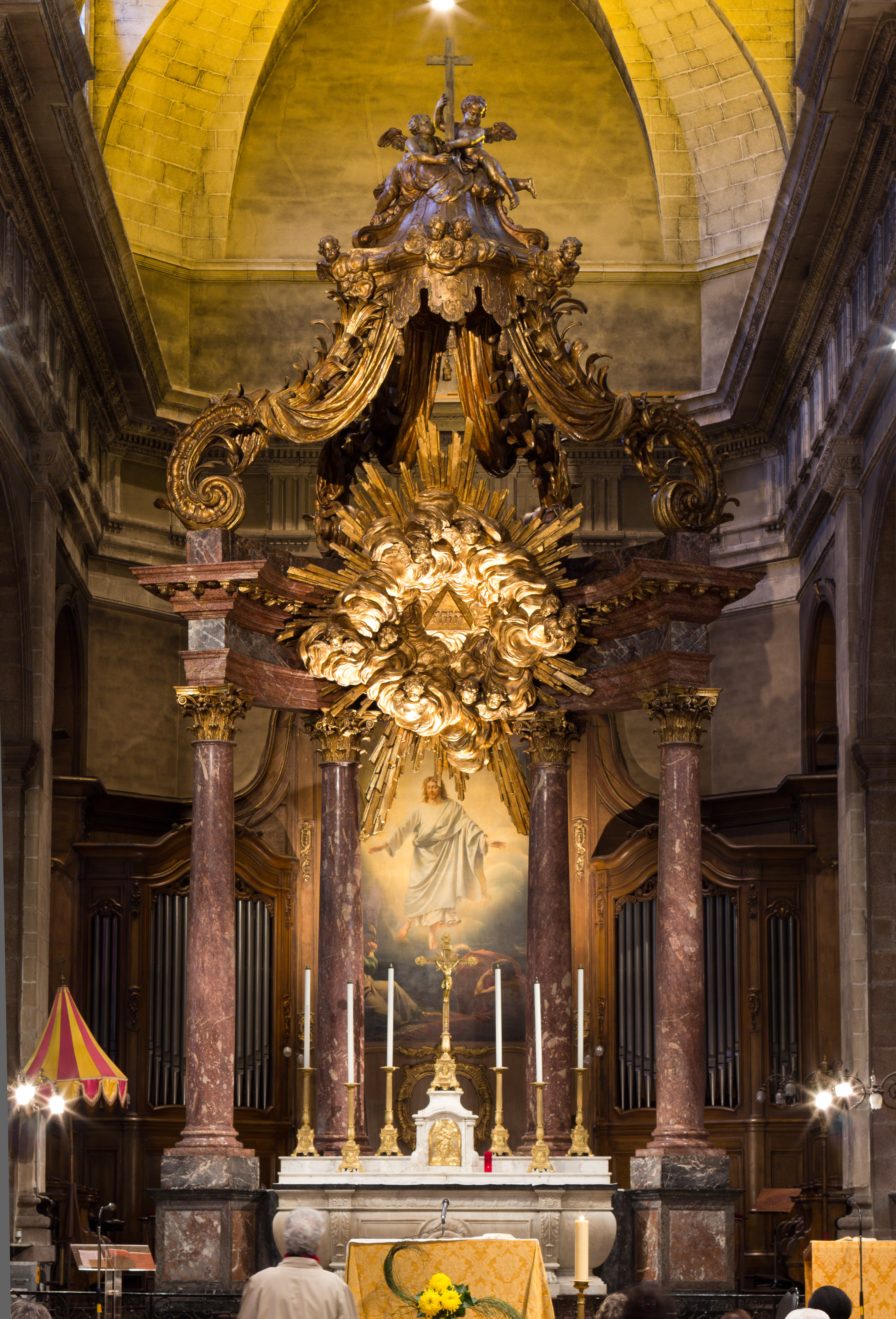
Алтарная роспись в церкви Saint-Sauveur (фр.) в Рене.
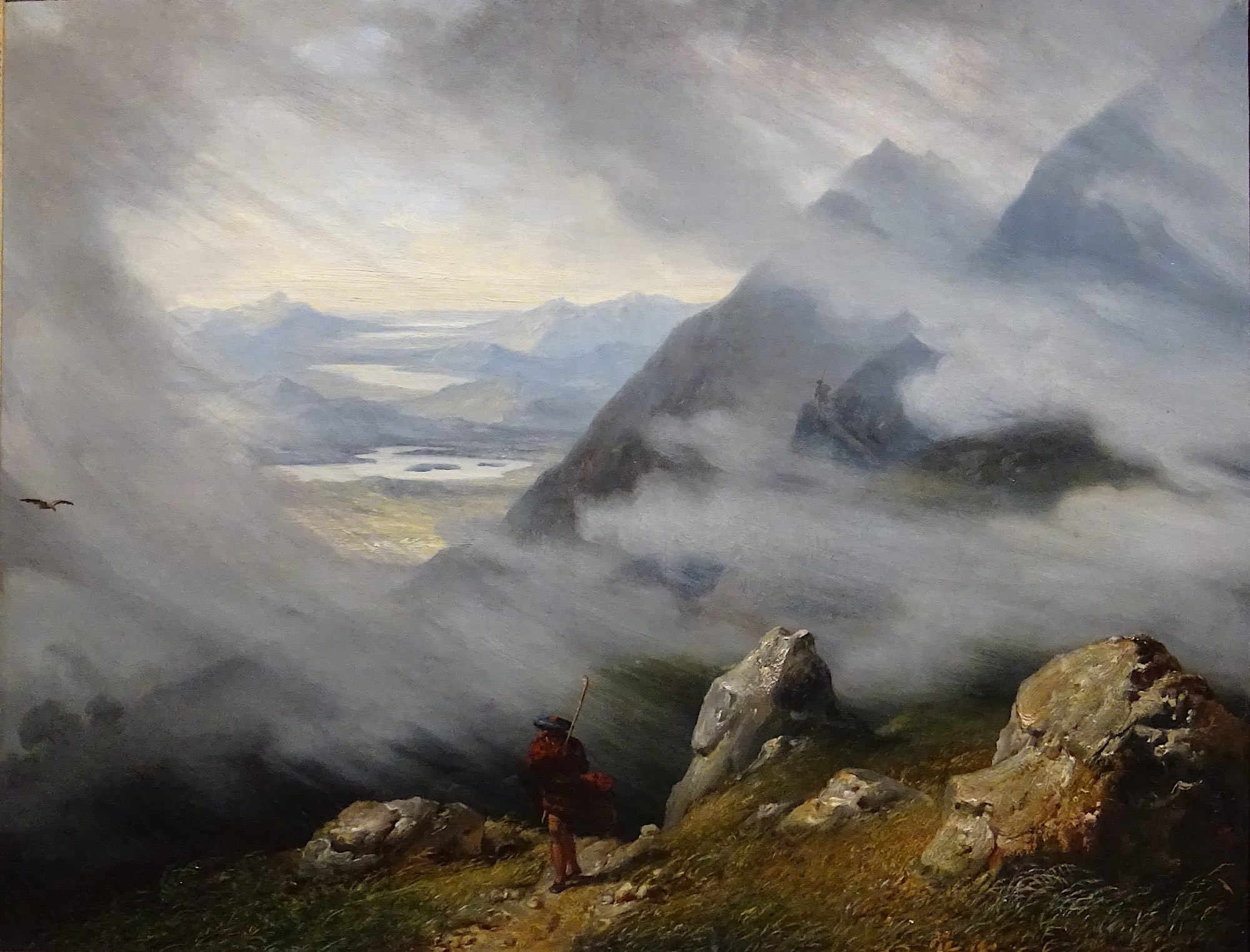
Шотландия.